# 1024 (numero)
Milleventiquattro (1024) è il numero naturale dopo il 1023 e prima del 1025.

## Proprietà matematiche
- È un numero pari.
- È un numero composto da 11 divisori: 1, 2, 4, 8, 16, 32, 64, 128, 256, 512, 1024. Poiché la somma dei suoi divisori (escluso il numero stesso) è 1023 < 1024, è un numero lievemente difettivo. Inoltre è il più piccolo numero ad avere 11 divisori.
- È la decima potenza di 2.
- È un numero potente.
- È un numero di Friedman.
- È il quadrato perfetto di 32, infatti 32x32 = 1024.
- È un numero odioso.
- È un numero pratico.
- È un numero palindromo nel sistema di numerazione posizionale a base 7 (2662).
- È parte delle terne pitagoriche (768, 1024, 1280), (1024, 1920, 2176), (1024, 4032, 4160), (1024, 8160, 8224), (1024, 16368, 16400), (1024, 32760, 32776), (1024, 65532, 65540), (1024, 131070, 131074), (1024, 262143, 262145).

## Astronomia
- 1024 Hale è un asteroide della fascia principale del sistema solare.
- NGC 1024 sono galassie interagenti nella costellazione dell'Ariete.
- IC 1024 è una galassia lenticolare nella costellazione della Vergine.

## Astronautica
- Cosmos 1024 è un satellite artificiale russo.